# San Nicola Arcella
San Nicola Arcella è un comune italiano di 2 012 abitanti della provincia di Cosenza in Calabria.
Nota località balneare della Riviera dei Cedri situata su di uno strapiombo di 110 m s.l.m., ai piedi del quale si trova una baia racchiusa da un braccio roccioso che le conferisce la forma di un porto naturale.

## Storia

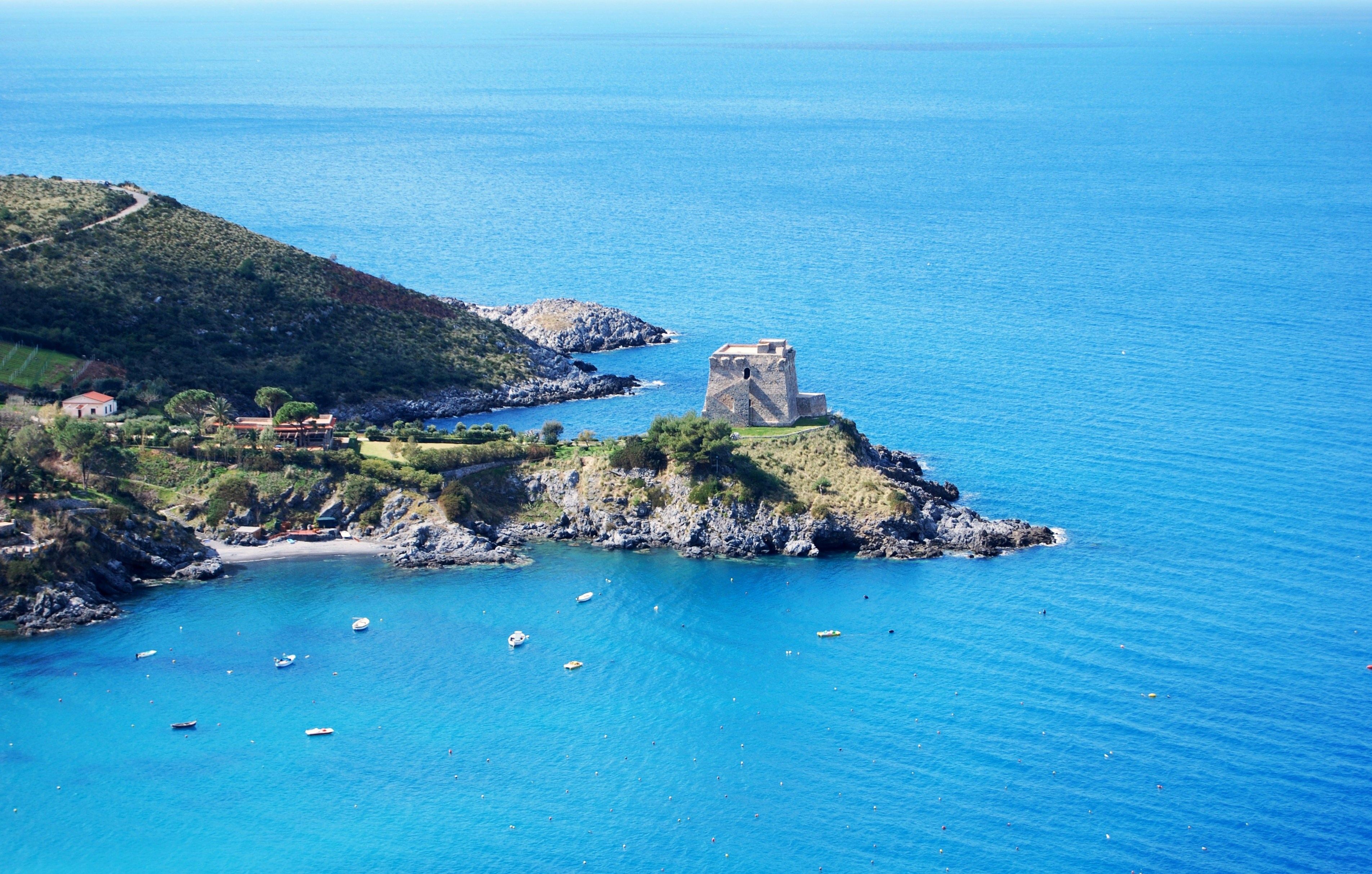
La torre saracena e il piccolo porto

Le origini di San Nicola Arcella provengono dalla cittadina di Scalea, fondata dai superstiti di Lavinium, antica città romana sorta alla foce del fiume Lao dopo la distruzione della città greca di “Làos”, che fu assalita dai barbari del nord.
La popolazione di Lavinium fu costretta dalle condizioni igieniche (la malaria che infestava la piana del Lao) e dalla necessità di difendersi dalle incursioni saracene, a rifugiarsi sulle alture vicine, dando origine nei tempi bizantini “alla Scalea ed al Casale di questa San Nicola Arcella”.
L’antica denominazione del borgo originario era in realtà San Nicola dei Greci. Solo in epoca borbonica assunse l’attuale nome di San Nicola Arcella; sembra che quest’ultimo aggettivo derivi dalla terra sulla quale, oggi, è strutturato il centro abitato, e cioè una rocca (in latino arx) dove si rifugiarono i superstiti di Lavinium.
Venendo all'età moderna, l'ordinamento amministrativo del 1799 disposto dal generale Championnet, comandante delle truppe francesi, difensore della nuova Repubblica Romana, desideroso di estendere le sue conquiste anche nella Regione Partenopea, collocò San Nicola Arcella nel Cantone di Lauria.
Nel XIX secolo il principe Pietro Lanza Branciforte, avendo sposato Eleonora, ultima erede degli Spinelli di Scalea, subentrò nella titolarità di tutto il feudo, ereditando la masseria fortificata sita in contrada Dino, comunemente nota come "Il Palazzo" e costruita nel XVIII secolo per volontà del principe Antonio Spinelli di Scalea, designandola come sua residenza estiva.
I coloni del principe insieme con gli abitanti del luogo, dediti soprattutto alla pesca, costruirono il primo regolare nucleo urbano, cioè il primo Casale che prese il nome di Casaletto; erano le case della corte, nome ancora attribuito alla parte più antica del paese. Il feudo rimase in mano ai principi di Scalea fino all’abolizione della feudalità decretata dai Francesi (1806).
Sotto i nuovi dominatori San Nicola conobbe una sempre maggiore autonomia amministrativa: per il riordino amministrativo predisposto con il decreto del 4 maggio 1811, in virtù del quale venivano istituiti i comuni, San Nicola Arcella viene iscritta a frazione di Scalea. Diviene poi comune autonomo un secolo dopo, nel 1912; il primo sindaco eletto fu Michele Tenuta, mentre la lunga parentesi fascista fu occupata prevalentemente dal podestà cavalier Adolfo Miraglia.

## monumenti e luoghi di interesse storico-naturali
L'Arco Magno
- L'Arco Magno è la seconda spiaggia più bella della Calabria superata solo dal tondo di Tropea, forse la più selvaggia e sicuramente la più suggestiva all'interno del comune di San Nicola Arcella. Quando ci si arriva, si ha come l'impressione di trovarsi dinanzi a un monumento architettonico scolpito tra la roccia e l'acqua del mare. L'entrata della grotta presenta un enorme sperone alto circa 20 metri da cui si può notare la piccola spiaggia.

La Grotta dell'Arco Magno è conosciuta anche come grotta Saracena perché anticamente fungeva come passaggio e rifugio ai Saraceni; inoltre, questo era il nome originario della grotta fino agli anni '50, quando un turista, estasiato dall'enorme arco, scrisse su una cartolina raffigurante la spiaggia Arco Magno. Quando poi la cartolina divenne famosa, il nome che il turista gli diede divenne quello ufficiale. 

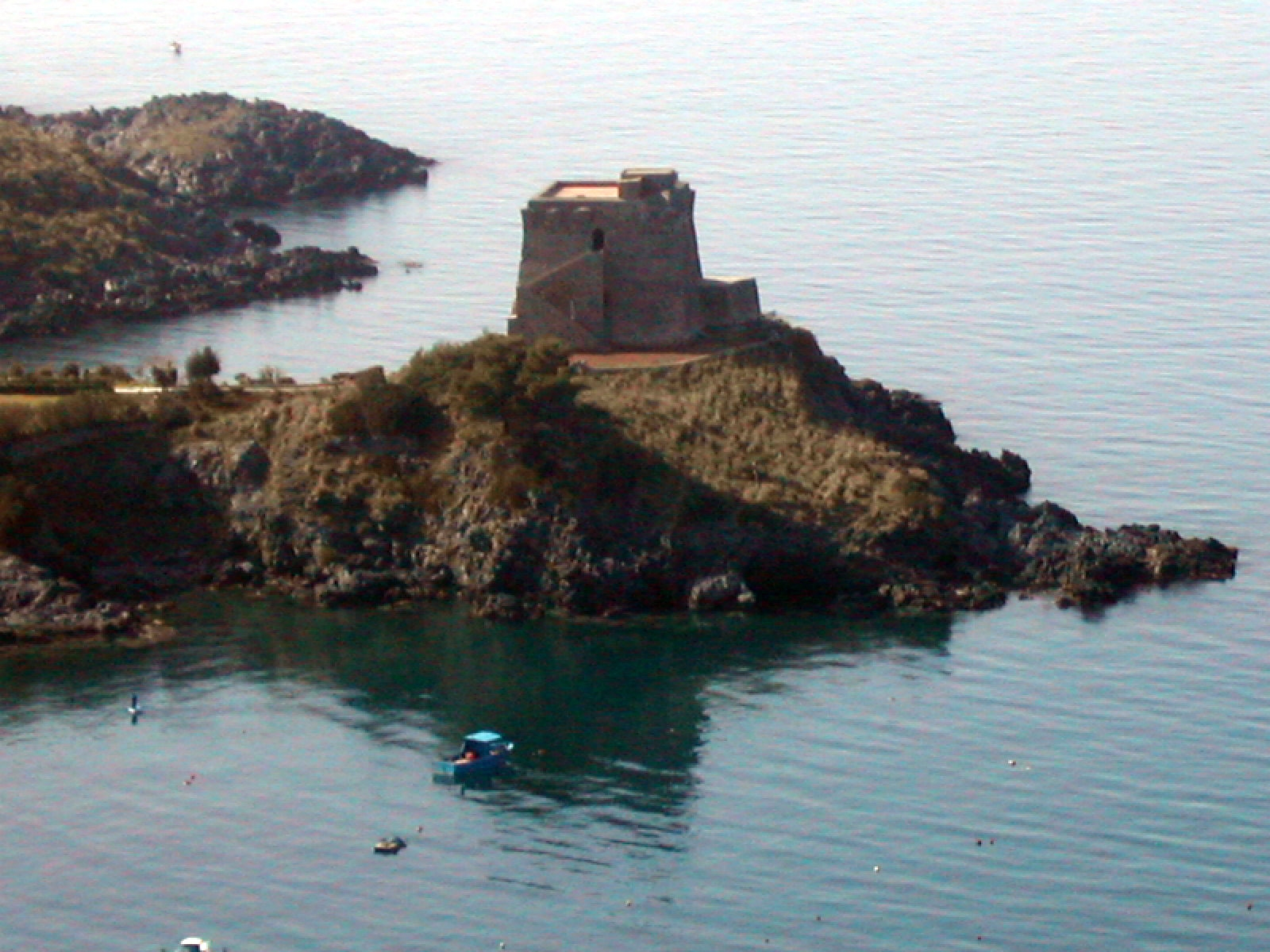
torre crawford

- Torre crawfordtorre crawfordLa Torre Crawford era un antico avamposto Saraceno risalente al 1400 ubicato su un promontorio che si affaccia sulla baia Azzurra e sulla spiaggia del porto di San Nicola. Prende il nome da Francis Marion Crawford uno scrittore statunitense che visse nella torre a cavallo tra l'800 e il '900. L' opera più famosa di Crawford è "Perché il sangue e la Vita" che parla di Cristina, un'abitante di San Nicola che, nel 1800, diventò vampira: la sua tomba si troverebbe nella torre più bassa dietro la torre Crawford

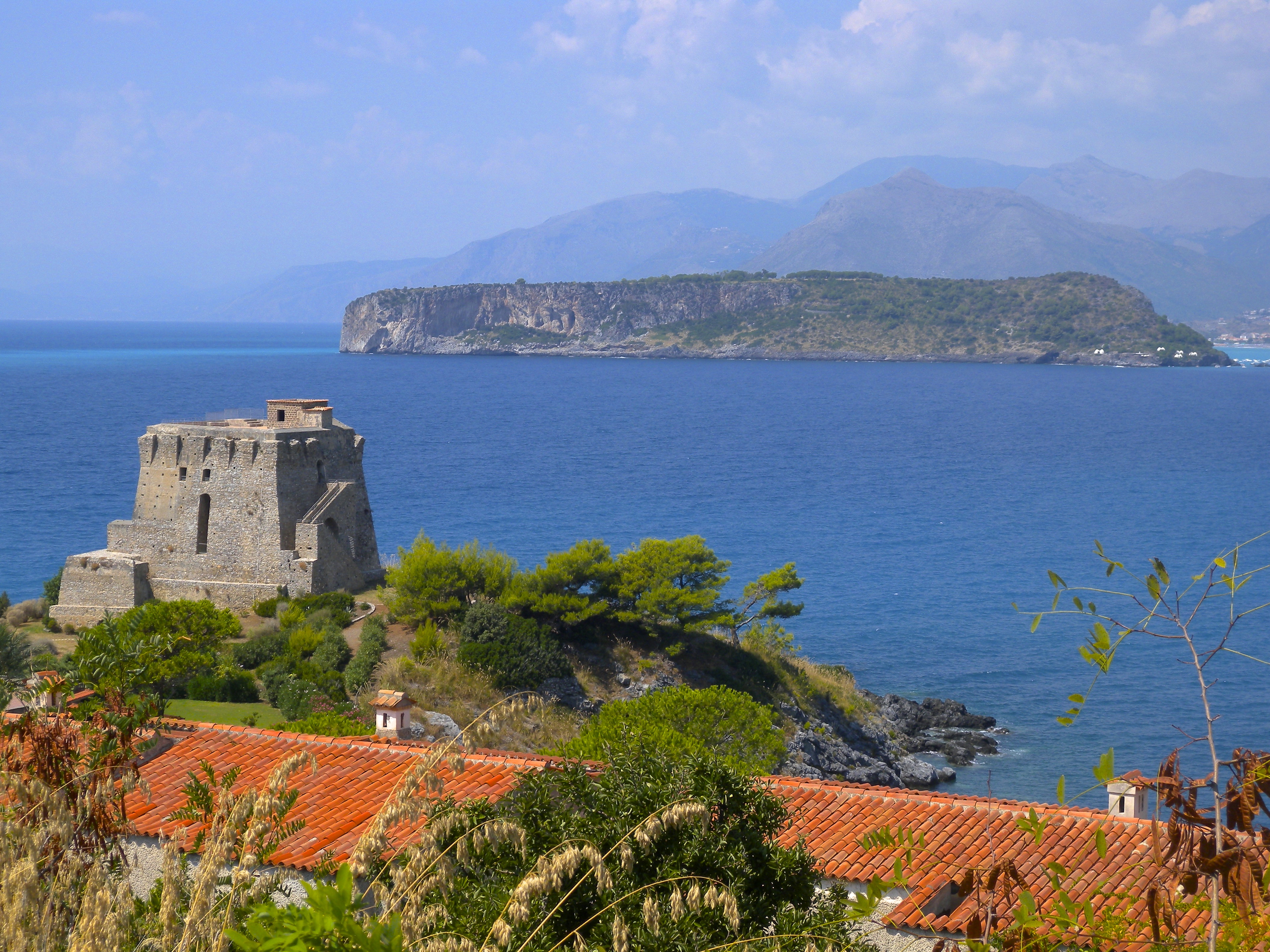
Baia Azzurra

- Baia AzzurraBaie e spiagge di San Nicola Arcella                       San Nicola è formata da tre baie differenti divise in circa 3 km di costa. La Baia Azzurra è la prima baia partendo da Scalea e si trova più a sud di San Nicola e gode di una vista spettacolare con uno sfondo dominato da montagne e Natura con vista anche sull' l'isola di Dino e la torre Saracena. La costa di questa Baia è lunga circa settecento metri. Le spiagge si Raggiungono attraverso una strada che viene detta la piccola Positano della Calabria per la somiglianza della disposizione delle villette che si affaciano sul mare e la strada con numerose curve.

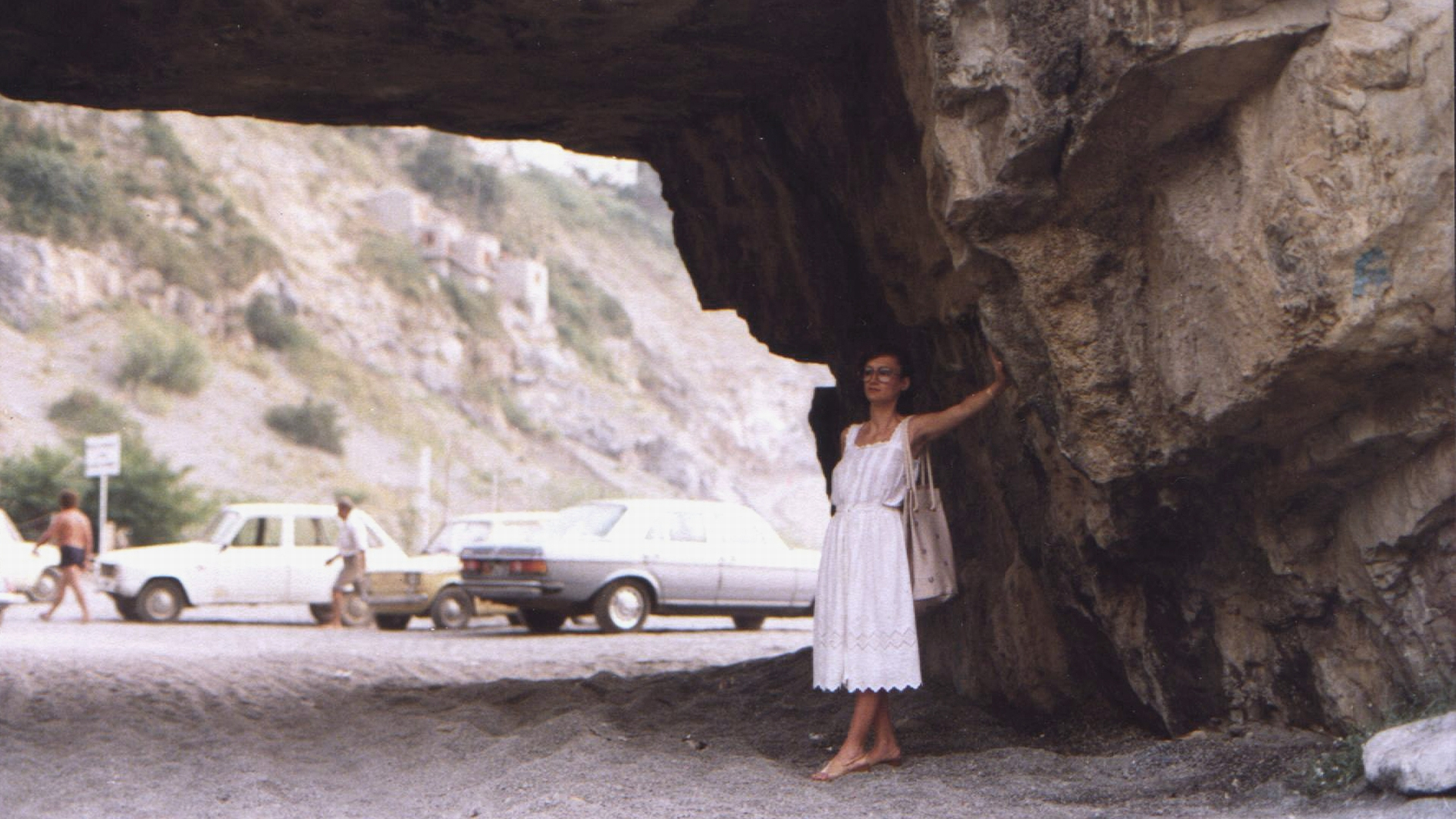
Grotta scavata nella roccia

- Costa centrale e lungomaGrotta scavata nella rocciapoco prima della spiagga dell'Arco Magno si estende una serie di spiagge e lidi che sono raggiungibili attraverso una  strada scavata nella roccia che sarebbe il piccolo lungomare di San Nicola infatti possiamo trovare dei lidi adibiti alla ristorazione e resort anche se in piccola quantità
- Murales nel borgo di San NicolaLocalità Arco MagnoArco di Enea

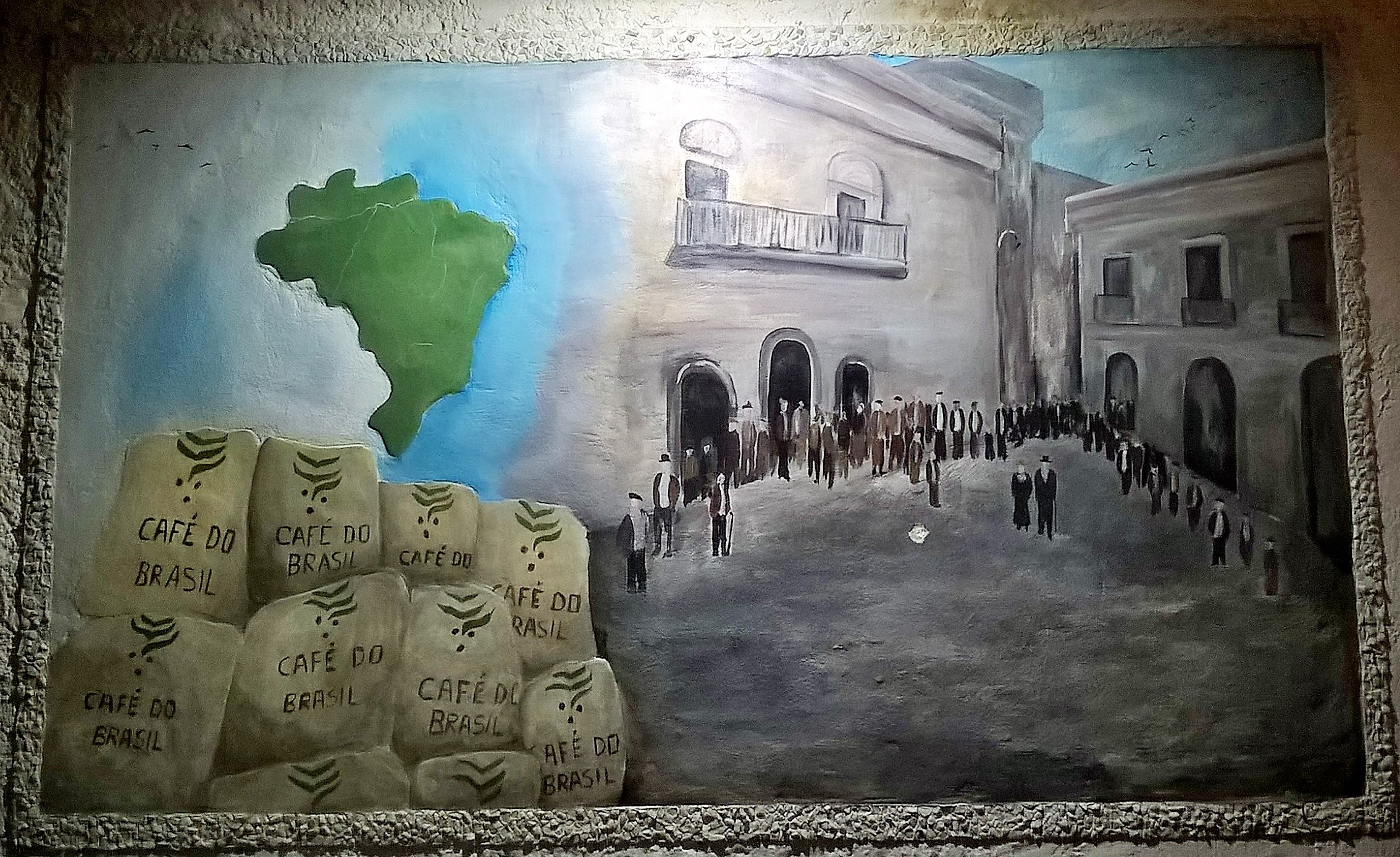
Murales nel borgo di San Nicola

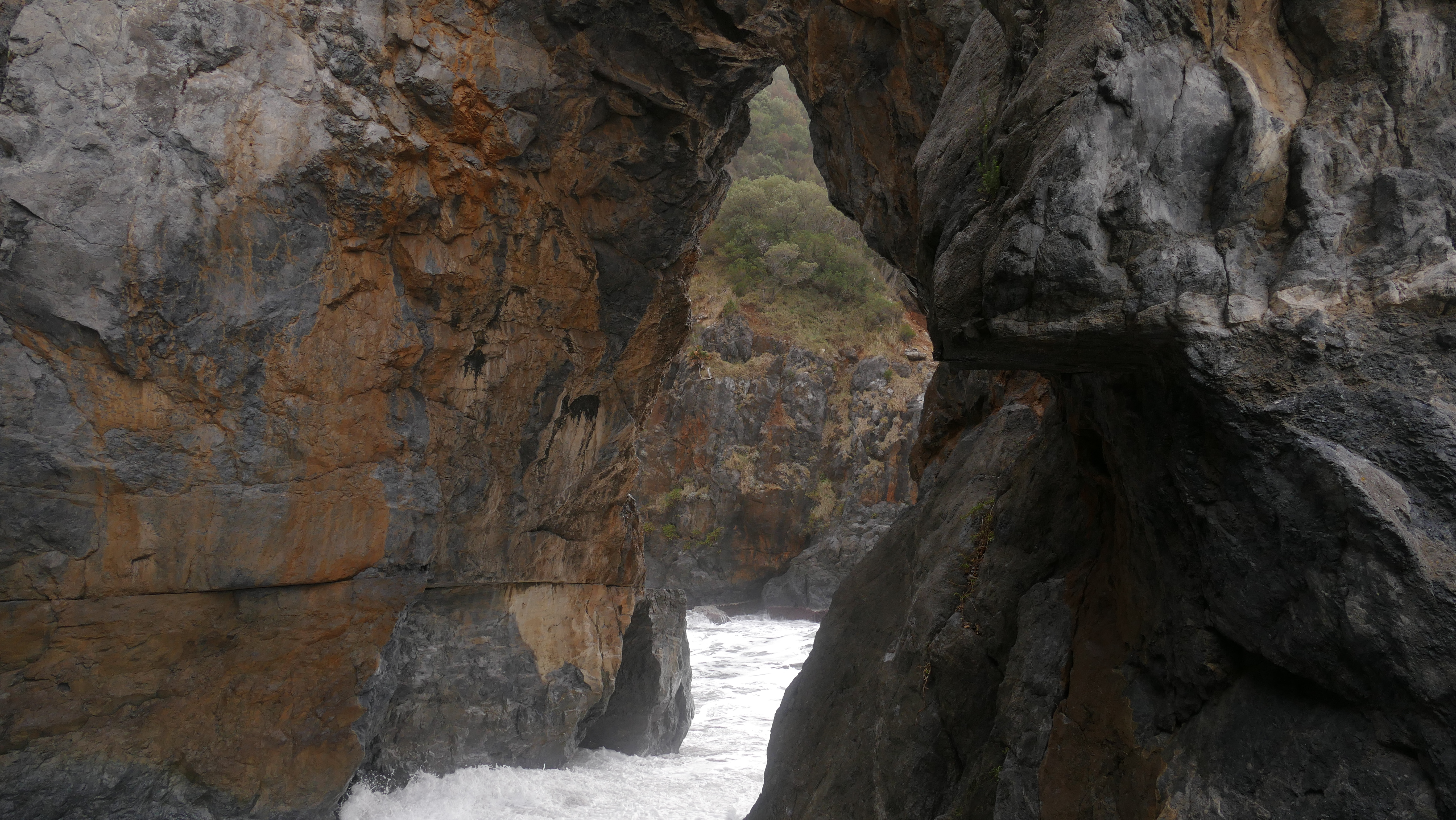
Arco di Enea

Dall' Arco magno in poi si estende una lunga serie di lidi che è detta appunto località Arcomagno.In questa baia troviamo anche l'Arco di Enea un arco più piccolo chiamato così perchè anticamente secondo la leggenda la nave di Enea avrebbe approdato in questo piccolo arco che si affaccia sulla caletta del monaco (detta anche Gran Canale Marinella ) dove possiamo osservare l'isolotto dello scorzone molto simile all' isola di Dino però in miniatura e grotte di cui resti risalenti alla preistoria. Dopo di che troviamo 1 km di spiagge sabbiose ma molto profonde che confinano con Praia a Mare

### Centro storico

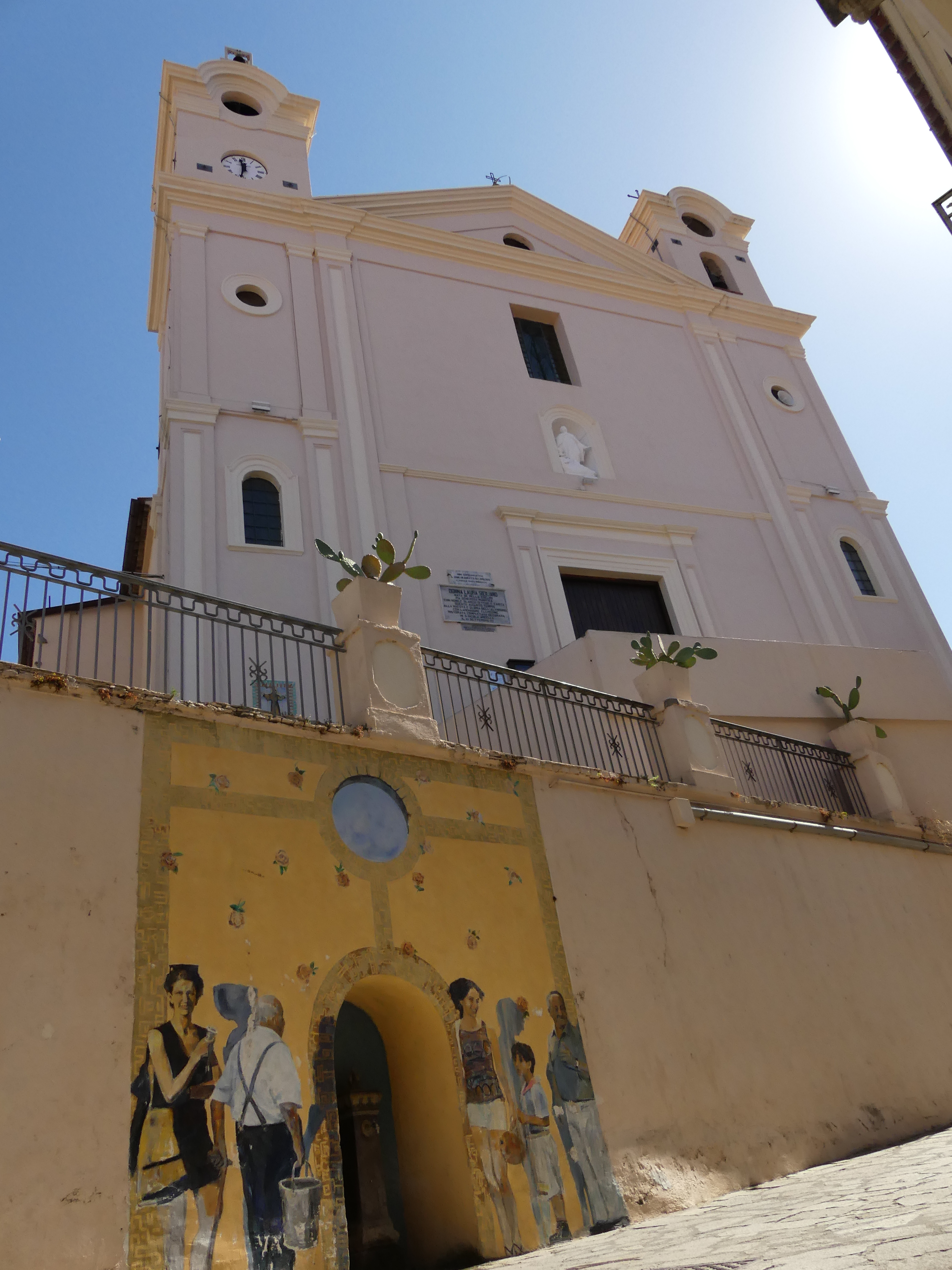
chiesa di San Nicola da Tolentino

Il centro storico chiamato anche casaletto si trova nella parte alta del paese e si sviluppa a ridosso del corso Biagio Lomaco , presenta una serie di vichi storici e piazze adornati da palazzotti signorili ottocenteschi  messi in risalto attorno agli anni novanta. Nel borgo possiamo anche osservare affreschi che raffigurano la storia millenaria di San Nicola Arcella, da scene rurali,paesaggi e anche affreschi che raffigurano la fondazione del Paese. Al centro del borgo e presente la chiesa di San NIcola da Tolentino da cui deriva il nome San Nicola Arcella. Le piazze principali sono :piazza Alessandro Siciliano, piazza Altieri e piazzetta Gloria.

### Bel vedere
Il bel vedere di San Nicola è uno dei più belli della riviera dei Cedri non soltanto e molto spazioso e illuminato offre anche una bellissima vista su tre regioni : Calabria,Basilicata e Campania ma si possono anche ammirare l'isola di Dino,il palazzo dei principi di Lanza e di Trabia e la spiaggia del porto. Ed è anche usato per eventi come la proiezione di film, concerti dal vivo e sagre.

### festa patronale ed eventi
La festa patronale di San Nicola da Tolentino si svolge il 10 settembre e inizia  con la processione e la messa all'omonima chiesa. Per i festeggiamenti il comune viene adibito con luminarie e bancarelle oltre alla costruzione di un palco nel centro storico dove avvengono rappresentazioni teatrali, musica dal vivo. In serata vengono sparati i fuochi d'artificio e continua il concerto serale.Altri eventi avvengono durante l'estate come il Borgo delle note,L'iconic film,crawford in riviera dei Cendri ed altri.

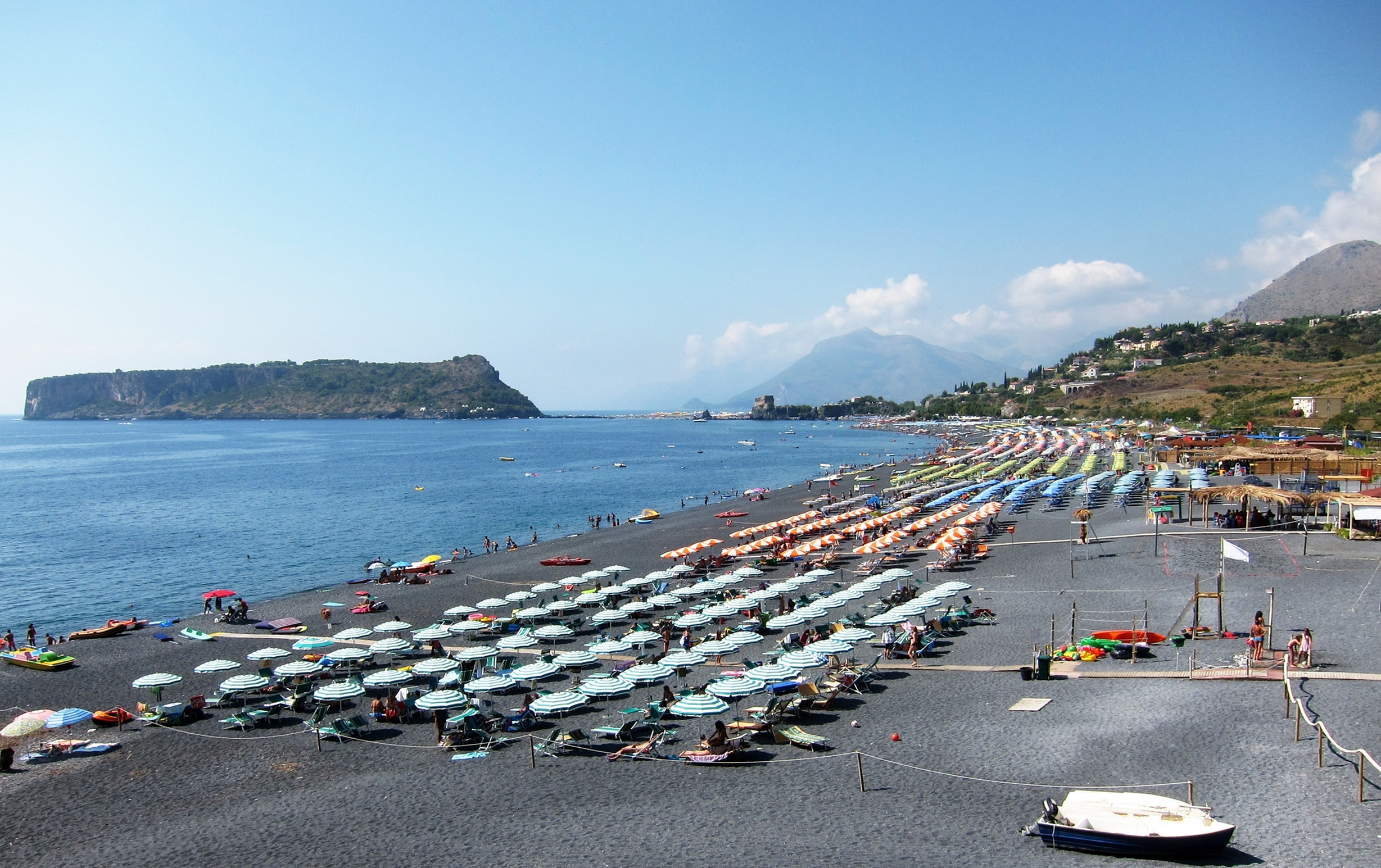
Isola di Dino dalla località Arco Magno

### Evoluzione demografica
Abitanti censiti

### Economia

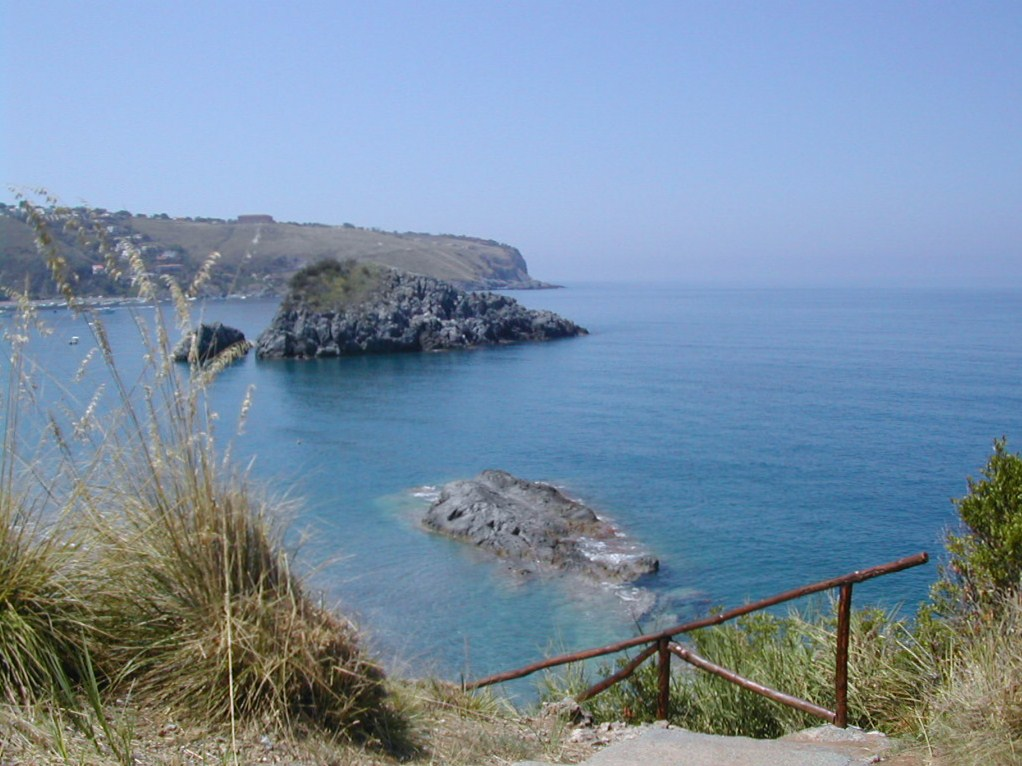
lo scorzone davanti alla spiaggetta del monaco

Il paese, divenuto nel tempo una meta turistica, ha conosciuto uno sviluppo delle attività ricettive, garantendo nuove direttrici di sviluppo affiancando le tradizionali attività agricole incentrate sull'allevamento e produzione di formaggi. Il comune ha ottenuto dalla FEE il riconoscimento bandiera blu nel 2025 per il settimo anno consecutivo per la spiaggia Arcomagno/Grande Canale Marinella.

## Infrastrutture e trasporti

### Strade
Il paese è attraversato dalla SS18, che lo collega alla A2 del Mediterraneo.

### Ferrovie
A San Nicola Arcella era operativa una fermata della linea ferrovia Tirrenica Meridionale, soppressa 12 dicembre 2010.

## Amministrazione
La sede municipale è in Via Nazionale 5.

### Sindaci di San Nicola Arcella
| Periodo        | Periodo        | Primo cittadino               | Partito                           | Carica  | Note |
| -------------- | -------------- | ----------------------------- | --------------------------------- | ------- | ---- |
| 6 giugno 1993  | 27 aprile 1997 | Domenico Donadio              | Democrazia Cristiana              | Sindaco |      |
| 27 aprile 1997 | 13 maggio 2001 | Domenico Donadio              | Lista Civica                      | Sindaco |      |
| 13 maggio 2001 | 28 maggio 2006 | Adelmo Giuseppe Ersilio Leone | Lista Civica                      | Sindaco |      |
| 29 maggio 2006 | 15 maggio 2011 | Domenico Donadio              | Lista Civica                      | Sindaco |      |
| 16 maggio 2011 | 5 giugno 2016  | Barbara Mele                  | Lista Civica - San Nicola X Tutti | Sindaco |      |
| 6 giugno 2016  | 3 ottobre 2021 | Barbara Mele                  | Lista Civica - San Nicola X Tutti | Sindaco |      |
| 4 ottobre 2021 | in carica      | Eugenio Madeo                 | Lista Civica - SNA prima di tutto | Sindaco |      |